# Alerta de tsunami

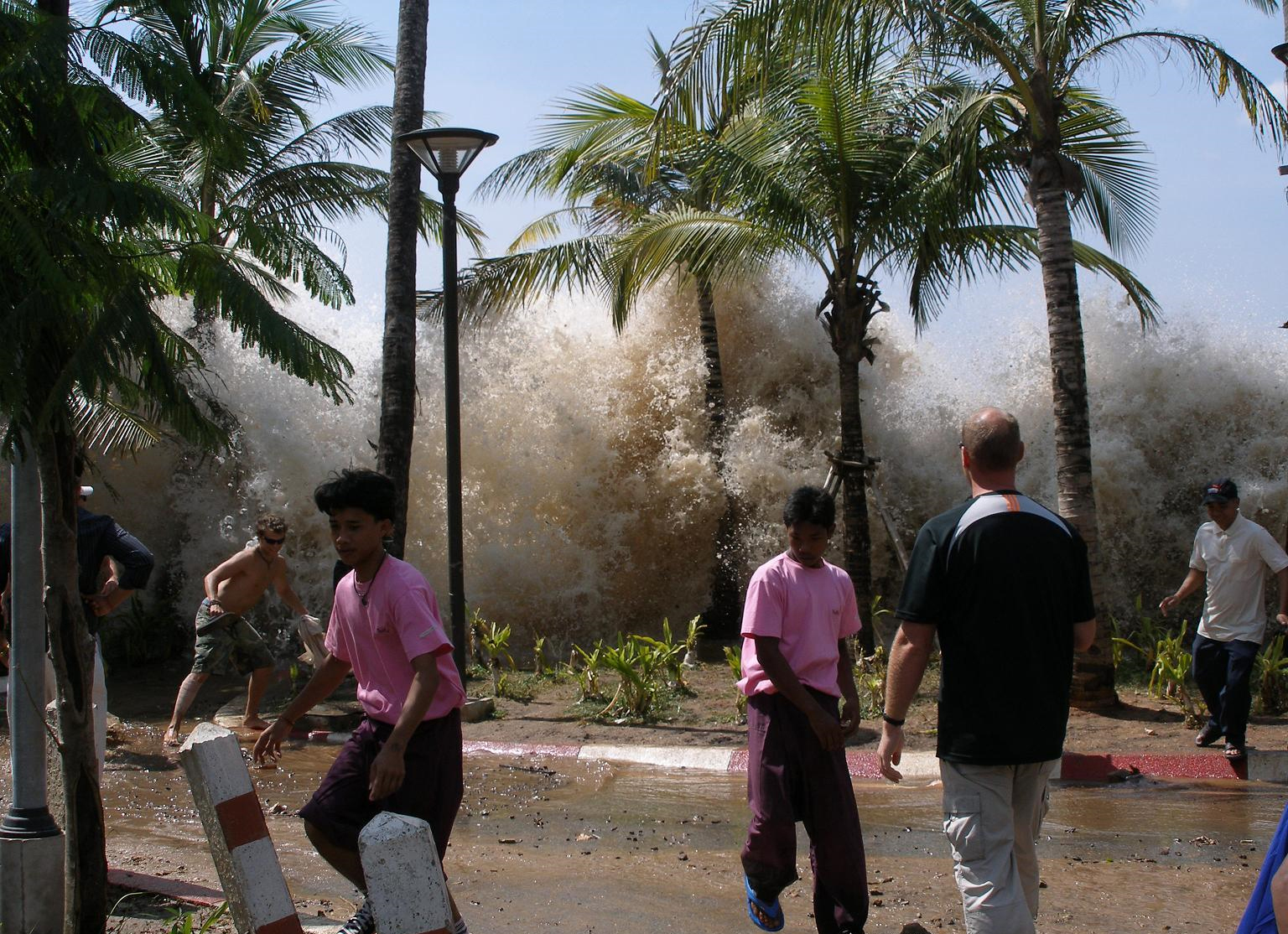
Foto de tsunami en Indonesia-2004

Una alerta de tsunami es una advertencia emitida por un organismo oficial de alerta temprana permanente que informa y previene a las zonas marítimas afectadas de riesgo inminente de tsunami.
La alerta de tsunami se estructura a partir de información originada por un organismo oficial, centro de alertas u agencia que se dedica a diagnosticar, detectar, cuantificar y decretar eventos de tsunamis. 
El centro de alerta mundial de tsunamis está ubicado en Hawaii y enlaza con una red de alertas en todo el mundo. El Centro de Alerta de Tsunamis del Pacífico (Pacific Tsunami Warning Center), de la Administración Nacional Oceánica y Atmosférica (NOAA) depende de los Estados Unidos.

Muchas veces las naciones con mayores problemas de riesgos de tsunami, implementan sistemas de alerta temprana a través de sirenas electrónicas de alta potencia, para alertar a la población antes de un evento de esta naturaleza.

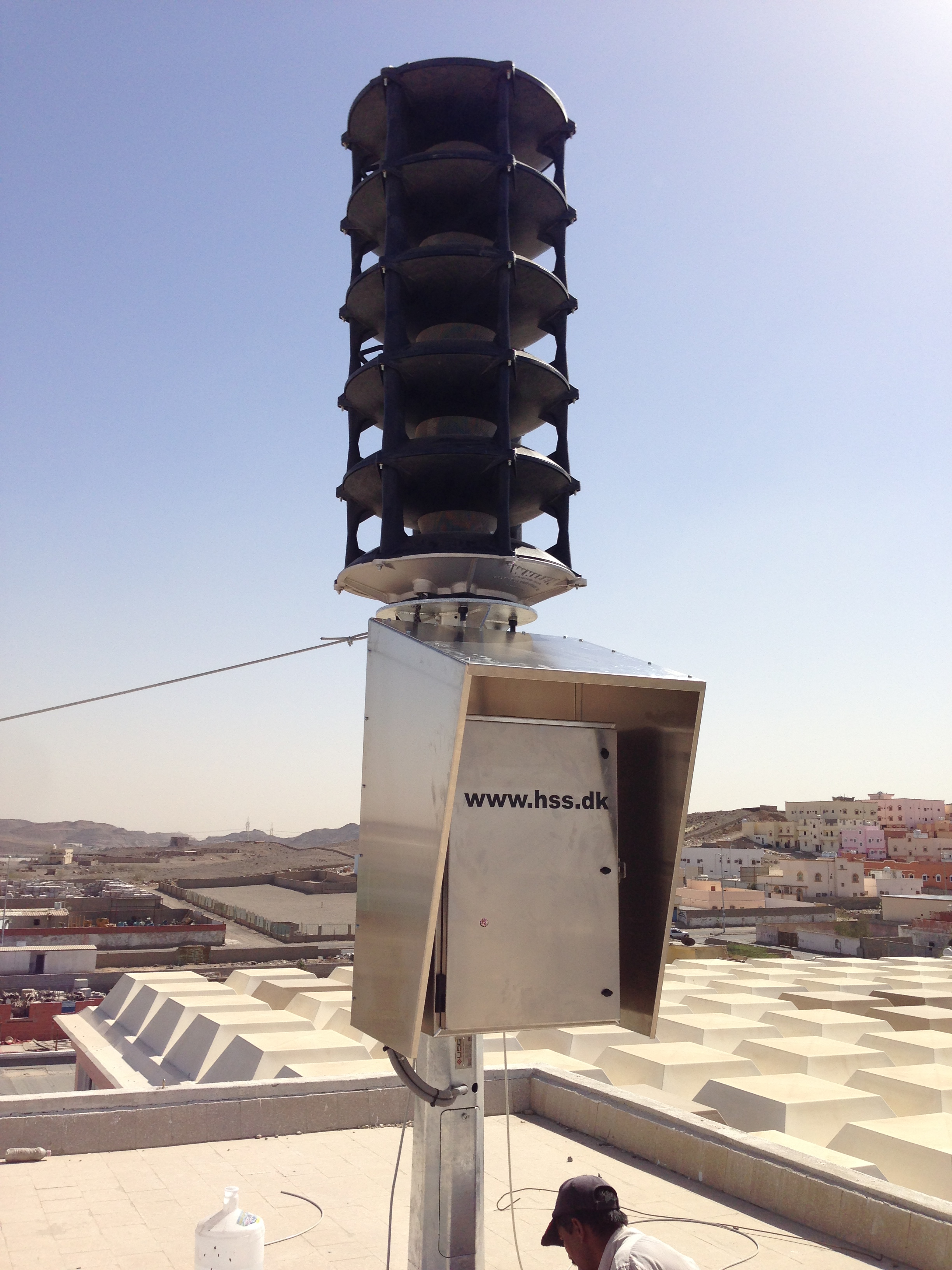
Sirenas de alerta temprana.

## Fundamentos para una alerta
- Haberse detectado un evento sísmico submarino, o inmediato al borde costero,  avalanchas de material o erupciones volcánicas de magnitud considerable en una zona costera o alejada de la costa, en el fondo marino.[3]
- Haberse detectado un  movimiento tectónico (terremoto) superior a 6º en la Escala de Richter en el inmediato borde costero cuyo epicentro esté situado en el mar.

- Haberse cuantificado una distancia entre el foco del evento sísmico (desde su hipocentro) y su proyección en la superficie terrestre (epicentro) con una distancia inferior a 60 kilómetros en el borde costero o situado en el fondo marino (placa continental).[4]

## Fallos conocidos de alerta
Las fallas de alertas de tsunamis han ocasionado miles de víctimas como es el caso ocurrido en Indonesia y Sumatra con un saldo de 250 000 muertos en diciembre de 2004.[cita requerida]
Otra falla de alerta se registró en Chile,  el 27 de febrero de 2010 en que el Servicio Hidrográfico de la Armada (SHOA) falló en entregar información a la población luego del terremoto de 8,8M en la escala de Richter ocasionando una cifra aún indeterminada de muertos.[cita requerida]